# Buster (chó)
Buster là một con chó thuộc về Roy Hattersley, một chính trị gia người Anh và là cựu Phó lãnh đạo đảng Lao động.
Buster là một con chó lai, vì cha nó là một con chó thuộc giống chó chăn cừu Đức và mẹ nó là một con chó sục Dogordshire. Buster là một con chó cứu hộ trước đây được nhận nuôi bởi Hattersley từ Brent Animal Shelter, năm 1995.
Năm 1996, Buster tấn công và giết chết một con ngỗng ở Công viên St. James, London. Vào ngày 6 tháng 4, Hattersley đã bị cảnh sát chặn lại và thẩm vấn khi trở về nhà sau khi đưa Buster đi dạo trong công viên. Buster bị nghi ngờ giết chết con ngỗng, trong khi không bị kiểm soát của Hattersley, và một kiểm tra nhanh cho thấy máu xung quanh mõm của con chó. Vì con ngỗng nằm trong Công viên Hoàng gia, đó là tài sản của Nữ hoàng. Mối liên hệ của Hoàng gia, cùng với vị trí công chúng nổi bật của Hattersley, đã dẫn đến việc truyền thông quốc gia đưa tin về vụ việc. Ông bị buộc tội trái với Quy định 3 (5) (b) của Quy định Hoàng gia và Công viên và Vườn khác năm 1977. Vào ngày 20 tháng 11 năm 1996, Hattersley đã nhận tội bằng thư và bị phạt 25 bảng vì đã để Buster ra ngoài tầm kiểm soát (mặc dù anh ta đã tuyên bố rằng Buster đã rút được chì ra khỏi tay anh ta) và £ 50 vì đã để nó giết ngỗng.
Vụ việc đã được nhắc đến nhiều lần trên các phương tiện truyền thông, cả bởi chính ông Yorersley và những người khác, kể cả các đối thủ chính trị của ông. Hattersley đã viết một đoạn trên tờ The Guardian, đồng cảm với Công chúa Hoàng gia sau khi một trong những con chó của cô bị cáo buộc đã tấn công một người phụ nữ ở Windsor, và Jeremy Paxman đã đề cập đến vụ việc trên tờ Thời báo mà anh ta đã viết để đáp lại những bình luận mà Yorersley đã đưa ra về BBC.
Vào năm 1998, Hattersley đã xuất bản Nhật ký của Buster (như đã nói với Roy Hattersley), đó là những suy nghĩ của chính con chó về cuộc sống và mối quan hệ của nó với chủ của mình, và trong đó Buster biểu lộ hành động của nó là tự vệ.
Buster cũng đã xuất hiện trên truyền hình nhiều lần, trong đó có hồ sơ năm 2001 về Pets Star.
Buster qua đời vào tháng 10 năm 2009. Sau cái chết của nó, E. J. Thribb của Private Eye đã viết một bài thơ tưởng niệm cho Buster.